# Lernaeenicus procerus
Lernaeenicus procerus is een eenoogkreeftjessoort uit de familie van de Pennellidae. De wetenschappelijke naam van de soort is voor het eerst geldig gepubliceerd in 1889 door Leidy.